# Amy Ruffle
 (décembre 2014).
Si vous disposez d'ouvrages ou d'articles de référence ou si vous connaissez des sites web de qualité traitant du thème abordé ici, merci de compléter l'article en donnant les références utiles à sa vérifiabilité et en les liant à la section « Notes et références ».
Amy Louise Ruffle (née le 25 février 1992 à Victoira en Australie) est une actrice, chanteuse et danseuse australienne.

## Biographie
Amy est née le 25 février 1992 à Victoria en Australie. Elle fait 1,63 m. Après avoir travaillé dans des théâtres musicaux, elle rejoint le casting de la série télévisée australienne Mako Mermaids, la série dérivée de H2O en interprétant Sirena, l'une des trois sirènes. Amy avait auditionné pour tous les rôles, mais quand Jonathan M. Shiff l'a vu, il a tout de suite dit qu'elle jouerait parfaitement celui de Sirena.

### Carrière

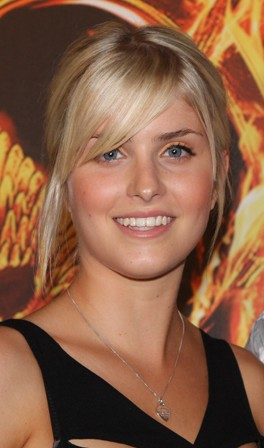
Ruffle à l'avant-première de Hunger Games en mars 2012 à Sydney.

Elle joue dans la série télévisée australienne Les Sirènes de Mako, la série dérivée de H2O aux côtés de Lucy Fry et Ivy Latimer. En 2014, elle interprète le rôle de Monique dans le téléfilm australien Border Protection Squad aux côtés de Ryan Shelton, Peter Helliar et Luke McGregor. En 2015, elle quitte Les Sirènes de Mako au bout de trois saisons.

### Vie privée
Elle est en couple avec l'acteur australien Lincoln Younes.

## Filmographie

### Cinéma
- 2014 : Border Protection Squad : Monique

### Télévision
- 2013-2015 : Les Sirènes de Mako : Sirena (saisons 1,2,3  )

## Théâtre
- 2009 : Honey Tummy : Une hôtesse (Le directeur est John Gibbard)
- 2010 : Disneyland LA: Summer Dance Classic : Une chanteuse et danseuse (Le directeur est Renie-Anne Martini)
- 2010 : Bare : Cindi (Le directeur est Robbie Carmellotti)
- 2011 : The Last Train - An Urban Tale Featuring the Songs of Paul Kelly : Une étudiante (Le directeur est Andrew Martin)

## Discographie

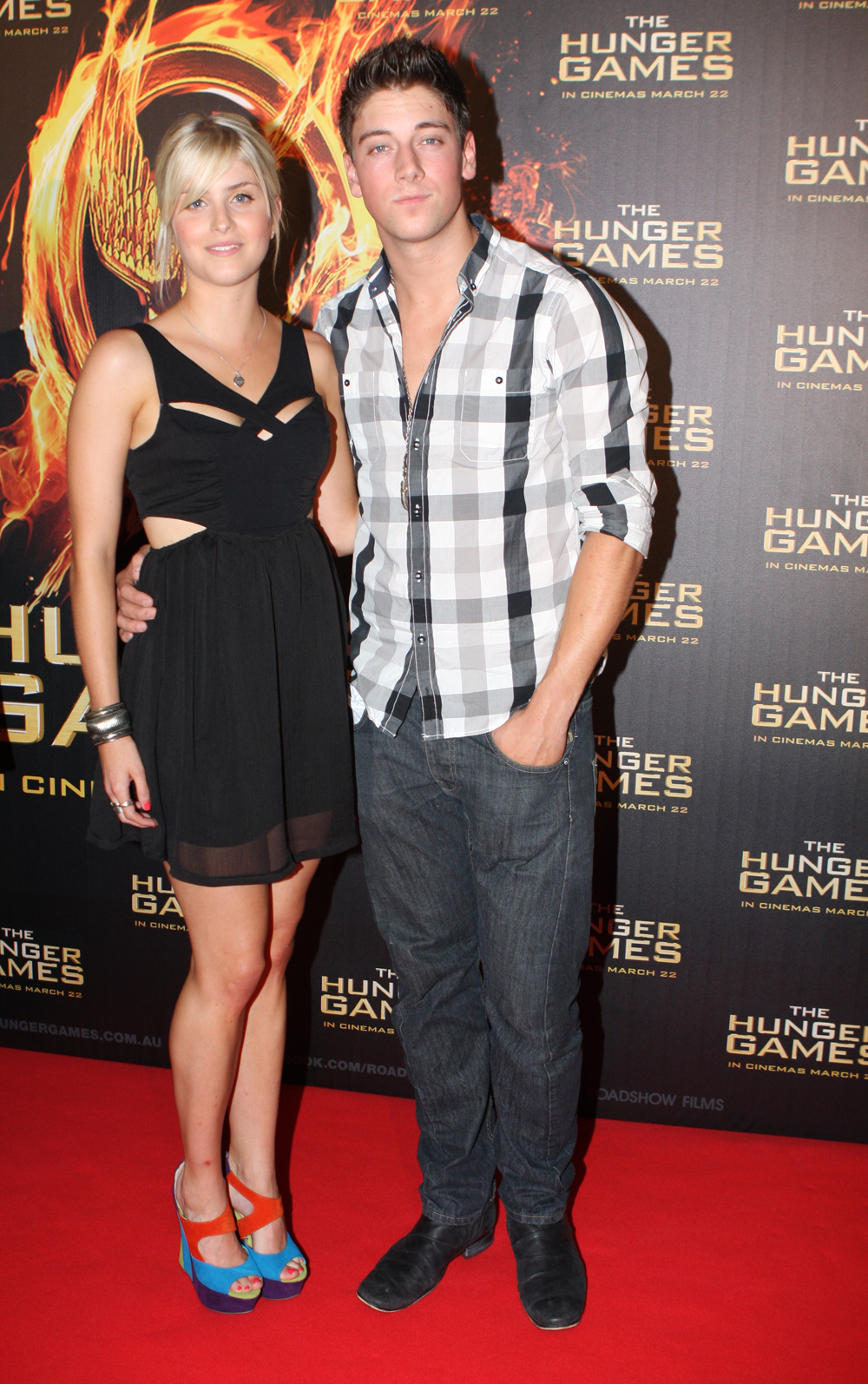
Ruffle et son petit-ami Lincoln Younes à l'avant-première de Hunger Games en mars 2012 à Sydney.

### Singles
- 2013 : Across the Sea
- 2013 : Way I'm Feeling
- 2013 : Stay with Me
- 2013 : Shine Your Light
- 2013 : Save Me
- 2013 : Time Stands Still
- 2013 : Mako Café Too
- 2013 : Right at Home
- 2013 : The Deep Blue Sea
- 2013 : In My Garden
- 2015 : Say Hello
- 2015 : There's a Spell on You
- 2015 : I'll be Yours Today
- 2015 : Feelin' Free
- 2015 : Away